# A Ideologia Alemã
A Ideologia Alemã: crítica da mais recente filosofia alemã em seus representantes Feuerbach, B. Bauer e Stirner, e do socialismo alemão em seus diferentes profetas (em alemão: Die deutsche Ideologie. Kritik der neuesten deutschen Philosophie in ihren Repräsentanten Feuerbach, B. Bauer und Stirner, und des deutschen Sozialismus in seinen verschiedenen Propheten) é um conjunto de manuscritos que foram redigidos por Karl Marx e Friedrich Engels entre os anos de 1845 e 1846. Trata-se de artigos críticos direcionados aos jovens hegelianos, grupo de intelectuais alemães que realiza críticas à religião e à política, do qual Marx e Engels fizeram parte, e aos socialistas verdadeiros, vertente alemã do movimento socialista.
Em vida, Marx e Engels chegaram a publicar apenas partes de sua crítica ao jovem hegeliano Bruno Bauer, em 1846, e seus artigos críticos de Karl Beck e de Karl Grün, em 1847. Depois da morte de Marx e Engels, muitos dos manuscritos foram deixados por Engels a Bernstein, que chegou a publicar seções da crítica a Max Stirner e o capítulo sobre Karl Grün.

Foi apenas em 1923 (em russo, e 1926 na língua alemã) que partes dos manuscritos sobre Ludwig Feuerbach foram publicadas por David Riazanov como um capítulo sob o título de "Marx e Engels sobre Feuerbach. A primeira parte de A ideologia alemã", seguindo o nome que Franz Mehring atribuiu aos manuscritos, com base em uma anotação de Marx de 3 de abril de 1847 na qual o autor faz alusão a um:
"escrito sobre ‘a ideologia alemã’". Como Marx pontua, tratava-se de uma "crítica à moderna filosofia alemã como exposta por seus representantes Feuerbach, B. Bauer e Stirner, e do socialismo alemão como exposto por seus vários profetas.  
Nesta publicação, Riazanov unificou em um só capítulo as diversas tentativas de Marx e Engels de escrita de uma crítica a Feuerbach, com a justificativa de encontrar neles “a primeira apresentação da concepção materialista da história”. Em 1931, Riazanov é preso por ter apoiado vítimas de perseguição política feita por Stalin, não tendo conseguido realizar seu plano de publicar as obras completas de Marx e Engels, a chamada MEGA¹ (Marx-Engels-Gesamtausgabe).

A segunda publicação dos textos como um livro finalizado ocorreu em 1932, com Vladimir Adoratskii, no volume 5 das obras completas. Neste momento, a intenção de publicar as obras completas de Marx e Engels não atendia apenas ao interesse acadêmico pelos escritos dos autores, mas tinham que servir às diretrizes políticas do Partido Comunista da União Soviética, sob o comando de Stalin. A edição de Adoratskii inseriu títulos em seções não intituladas pelos autores e redigiu trechos inacabados dos textos, alegando que: 
Era importante trabalhar a conexão dialética entre os grupos individuais de material de acordo com a forma de apresentação dos autores.

A partir de 1966, com a publicação de A ideologia alemã organizada pelos estudiosos Inge Taubert e Georgi Bagaturiia, iniciou-se um trabalho filológico que buscou apresentar os manuscritos na sua incompletude, ao mostrar que foram escritos em momentos diferentes, ao retirar os subtítulos conferidos por Adoratskii e ao inserir corretamente páginas faltantes. Essa publicação, na esteira da reabilitação do projeto MEGA, agora chamada de MEGA², dá origem a uma longa pesquisa sobre como os manuscritos foram deixados por Marx e Engels e a uma série de publicações sobre o tema. 
Em 2004, A ideologia alemã tem os manuscritos críticos a Feuerbach publicados em alemão como um conjunto de textos fragmentados, com a apresentação das anotações dos autores nas margens dos textos, rascunhos e trechos riscados. Em 2017, tem-se a primeira publicação completa dos manuscritos, realizada por Ulrich Pagel, Gerald Hubmann e Christine Weckwerth, sob o nome de Deutsche Ideologie: Manuskripte und Drucke (Ideologia alemã: manuscritos e esboços).

## Crítica aos jovens hegelianos
Há divergências sobre a posição que os autores assumem nesse momento de seu percurso intelectual. Uma posição mais ortodoxa, que pode ser encontrada primeiramente nas publicações de Riazanov e de Adoratskii, assume que esse texto é um momento de ruptura decisivo de Marx e Engels com os jovens hegelianos e, mais ainda, com a filosofia em geral em direção à ciência e à práxis revolucionária. Para essa linha de interpretação, A ideologia alemã apresenta, pela primeira vez, os princípios fundamentais do materialismo histórico e, portanto, do socialismo científico. Althusser, por exemplo, afirma que:
A partir de 1845, Marx rompe radicalmente com toda teoria que funda a história e a política numa essência do homem. Essa ruptura única comporta três aspectos teóricos indissociáveis:
(1) formação de uma teoria da história e da política fundada em conceitos radicalmente novos: conceitos de formação social, forças produtivas, relações de produção, superestrutura, ideologias, determinações em última instância pela economia, determinação específica dos outros níveis etc.;
(2) crítica radical das pretensões teóricas de todo humanismo filosófico;
(3) definição do humanismo como ideologia;
Nessa nova concepção, tudo se encaixa também rigorosamente, mas é um novo rigor: a essência do homem criticada (2) é definida como ideologia (3), categoria que pertence à nova teoria da sociedade e da história (1).

A ruptura com toda antropologia ou todo humanismo filosóficos não é um detalhe secundário: ela é constitutiva da descoberta científica de Marx.

Uma posição mais crítica à noção de que se trata de um momento de ruptura de Marx e Engels com a filosofia pode ser encontrada em Michael Heinrich. 
Em nenhum outro lugar da obra de Marx pode-se encontrar formulação similar à da 11 a tese sobre Feuerbach. Olhando para a vida e a obra de Marx depois dessas “Teses”, podemos encontrar muita “interpretação” com o objetivo de “transformar” o mundo. Quando Marx escreveu rapidamente essas teses num caderno, ele estava no meio de uma virada intelectual. Já na Sagrada Família, escrita em 1844, mas publicada apenas em 1845, Marx havia criticado duramente seu antigo amigo Bruno Bauer, mas ainda apreciava o trabalho de Ludwig Feuerbach; inclusive, ele enxergava em Feuerbach um aliado intelectual contra Bauer e os assim chamados jovens hegelianos. Provavelmente como consequência da leitura do livro de Stirner sobre O único no final de 1844 ou início de 1845, Marx começou a reconhecer os pontos fracos de Feuerbach. Como consequência, Marx teve que desenvolver não apenas uma crítica a Feuerbach, mas também teve que aprofundar sua crítica aos assim chamados jovens hegelianos e articular essa crítica de forma independente de Feuerbach. As “Teses sobre Feuerbach” são um rascunho muito enxuto se se considera esse processo de crítica complicado e composto por diversos níveis. Depois de sua publicação alguns anos após a morte de Marx, a recepção das “Teses” ignorou quase que completamente essas condições bastante específicas de sua emergência. As “Teses” foram consideradas uma espécie de documento de fundação atemporal de uma nova ciência chamada “materialismo histórico” (um termo, aliás, nunca utilizado por Marx). Devido a essa recepção distorcida, o significado muito concreto de termos como “filosofia” – que significava principalmente a filosofia dos jovens hegelianos – foi totalmente generalizado. O que consistia numa intenção de atingir alguns dos assim chamados jovens hegelianos que acreditavam que, com uma nova interpretação do mundo, sua transformação viria quase automaticamente, foi transformado numa proposição atemporal. E essa proposição atemporal fez carreira em muitos grupos de esquerda e partidos comunistas. Muitos dirigentes partidários tacanhos, quando confrontados com uma crítica da análise ou da política de seu partido, não debatiam de fato o conteúdo dessa crítica, mas lançavam contra seus críticos a 11ª Tese: “nós não queremos interpretar o mundo, queremos transformá-lo”. Para um marxismo autoritário, esse uso deveras estúpido da 11ª tese era a arma perfeita para dar um fim abrupto a qualquer discussão inconveniente.